# 三宝発電所
三宝発電所（さんぽうはつでんしょ）は、大阪府堺市築港八幡町（現・堺市堺区築港八幡町）138にあった関西電力の火力発電所。

## 概要
1969年に1号機が運転を開始した。当発電所は堺共同火力株式会社に運営を委託していたが、2003年3月31日に堺共同火力は解散、当発電所も廃止された。

## 廃止された発電設備
- 総出力：15.6万kW

堺共同火力1号機（廃止）
定格出力：15.6万kW
使用燃料：重油
営業運転期間：1969年7月 - 2003年1月31日